# Salama Musa
Salāma Mūsā (in arabo: سلامه موسى, IPA: [sæˈlæːmæ ˈmuːsæ]; Zagazig, 4 febbraio 1887 – Il Cairo, 4 agosto 1958) è stato un giornalista e riformatore egiziano.
Nato a Zagazig, nel governatorato di Sharqiyya, da una famiglia copta, Salāma Mūsā era noto per il suo interesse riguardante la scienze e la cultura, così come per la sua ferma convinzione nel socialismo e che l'intelletto umano fosse garanzia di progresso e prosperità.

Nel 1908 viaggiò in Europa dove studiò letteratura, filosofia, scienze sociali e naturali.
Salāma Mūsā apparteneva a un gruppo di intellettuali che riconoscevano con vigore la necessità della semplificazione della lingua araba classica e della sua grammatica, nonché del riconoscimento dell'arabo egiziano come moderna lingua egiziana: tesi tutte che infiammarono le critiche dei suoi oppositori. L'arabo letterario era rimasto inalterato per generazioni ma la maggioranza del popolo era analfabeta, spingendo così Salāma Mūsā e altri scrittori a scrivere in volgare. La semplificazione e la modernizzazione del linguaggio in Egitto rimane tuttora in discussione. I lavori di Salāma Mūsā continuano ancor oggi ad essere richiesti, anche più di prima.
Il connazionale e vincitore del Premio Nobel Naǧīb Maḥfūẓ fu profondamente influenzato dalla fede nella scienza e negli ideali socialisti di Salāma Mūsā, che una volta disse a proposito dei saggi di Maḥfūẓ: "Tu hai molto talento, ma i tuoi saggi non sono buoni". Dopo questo giudizio, Maḥfūẓ racconta di aver trattato i suoi temi con più attenzione.
Salāma Mūsā si ammalò gravemente e morì il 4 agosto 1958.

## Pubblicazioni
- Pensieri divini e la loro origine (1912)
- Saggio sul socialismo (1913)
- Le più conosciute storie d'amore nella storia (1925, rivisto e rinominato "Amore nella storia" nel 1949)
- Questioni di lettura per le elezioni (1926)
- Sogni di un filosofo (1926)
- Libertà di pensiero e i suoi rappresentanti (1927)
- Segreti della vita interiore (1927, rivisto nel 1948)
- Oggi e domani (1928)
- Discesa e sviluppo del genere umano (1928, rivisto 1953)
- Storie (1939)
- Riguardo alla vita e alla cultura (1930, rivisto e rinominato nel 1956: Cultura e vita)
- I nostri doveri e i compiti dei paesi stranieri (1931)
- Gandhi e la rivoluzione indiana (1934)
- Rinascimento in Europa (1935
- Egitto, un luogo dove iniziò la civilizzazione (1935, edizione ampliata nel 1948)
- Il mondo in 30 anni (1936)
- Cultura moderna inglese (1936, edizione ampliata nel 1956)
- La nostra vita a partire da 50 (1944, edizione ampliata nel 1956)
- Libertà di pensiero in Egitto (1945, questo lavoro dimostra chiaramente quanto Salama Musa è stato influenzato dalla cultura europea, in particolare da Voltaire)
- Eloquenza e lingua araba (1945, edizione ampliata nel 1953)
- Io e il tuo intelletto (1947, edizione ampliata nel 1953)
- Il vero sentiero dei giovani (1949)
- Tentativi psicologici (1953, rinominato "Tentativi" nel 1963)
- Questi sono i miei mentori (1953)
- Il libro delle rivoluzioni (1955)
- Studi psicologici (1956)
- La donna non è il giocattolo dell'uomo (1956)
- Tentativi dei ragazzi (1959)
- Scritti proibiti (1959)
- L'umanità è l'orgoglio della creazione (1961)